# Biserica de lemn din Ștefănești-Școala, Vâlcea

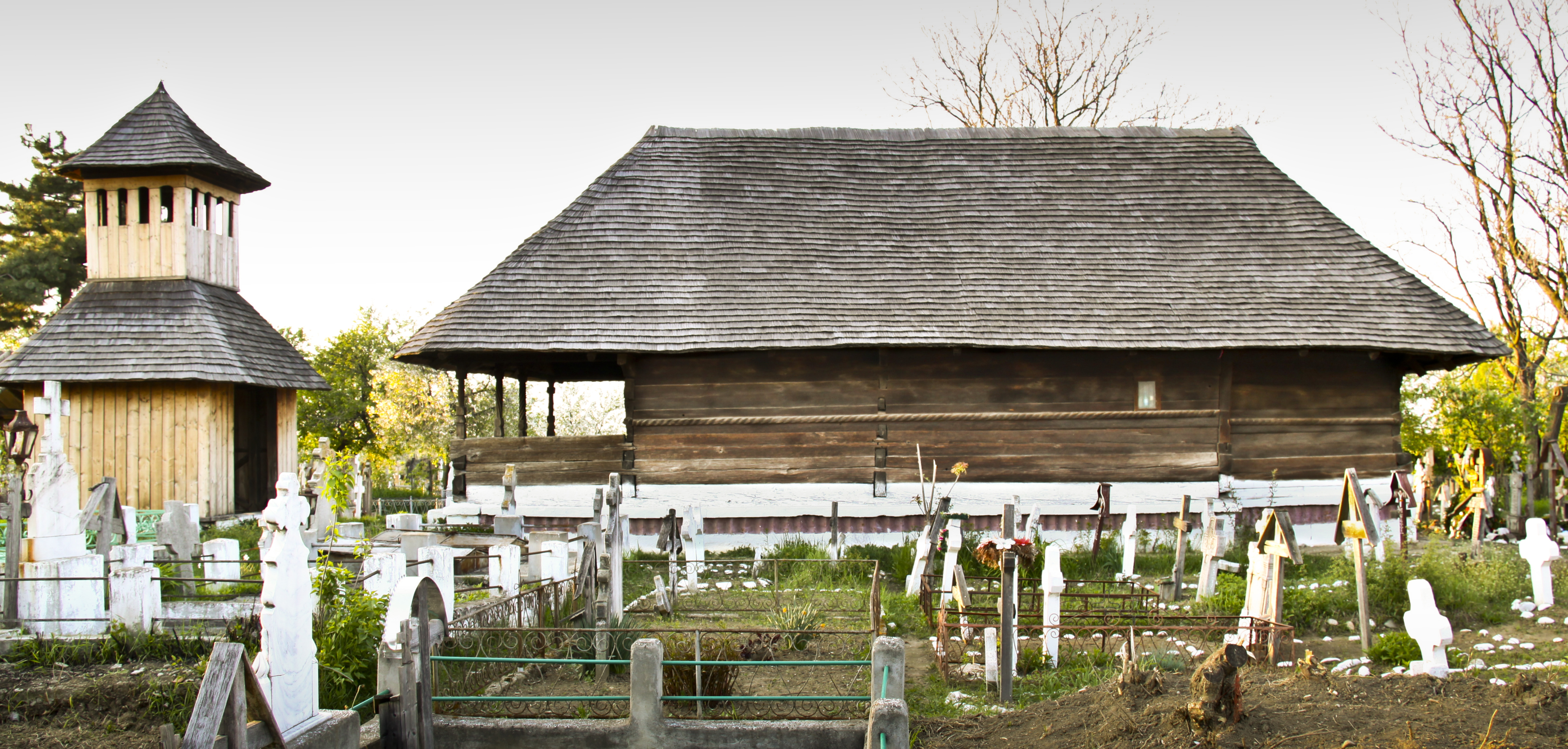
Biserica de lemn din Ştefăneşti-Şcoala, vedere dinspre sud, foto: 2010

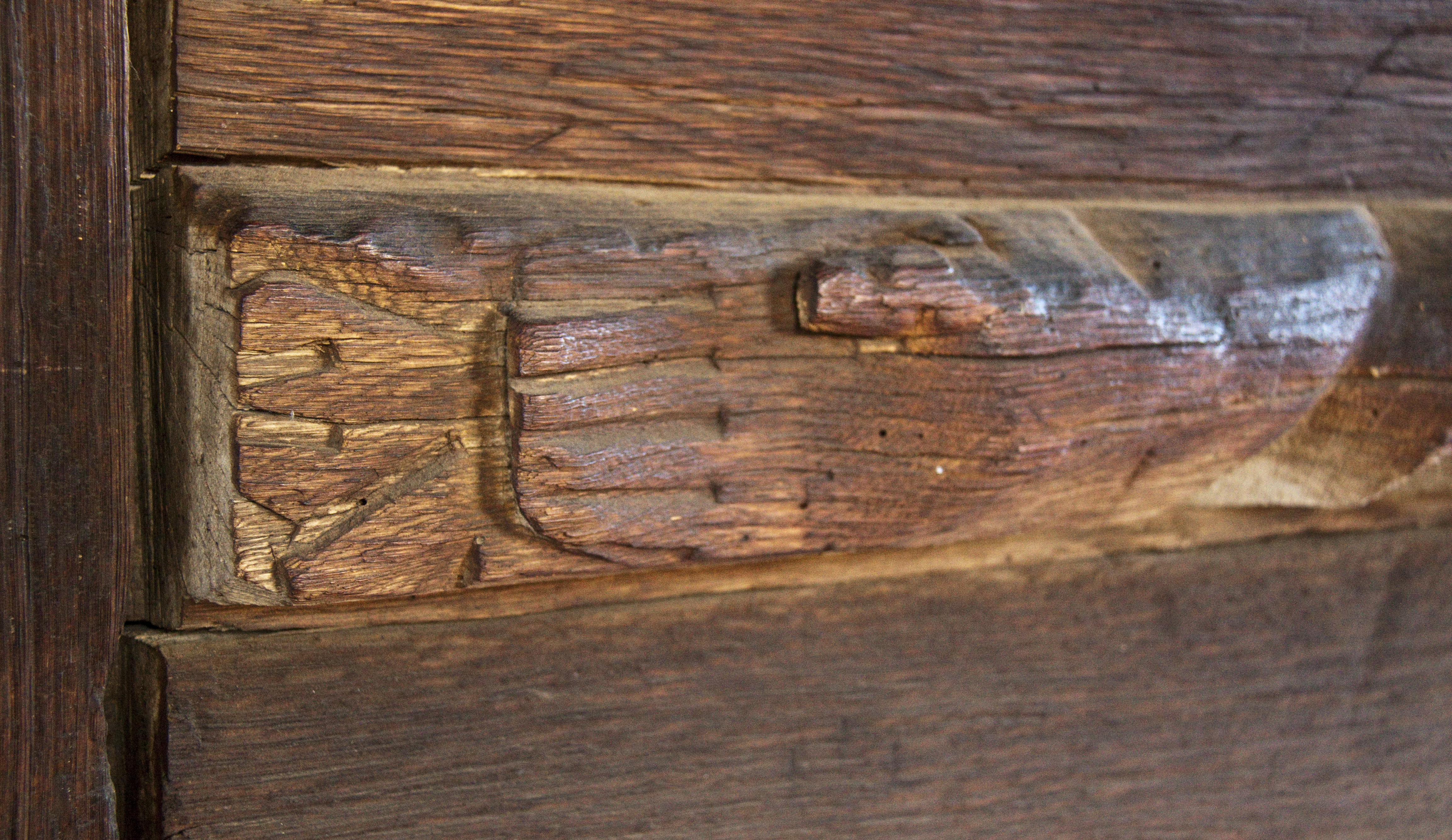
Brâul median lângă intrare, terminat cu o mână şi un cap de şarpe, foto: 2010

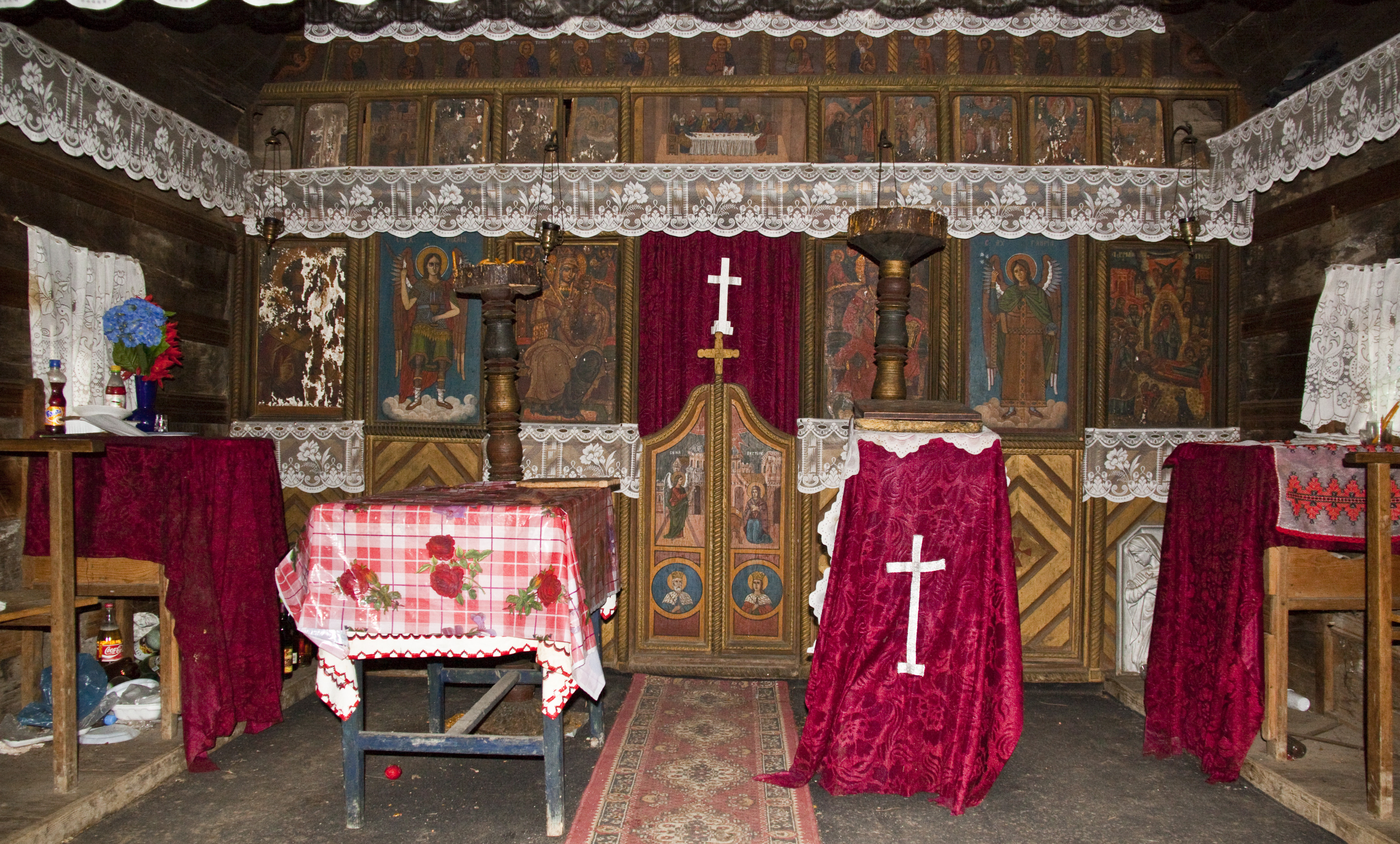
Interiorul naosului, iconostasul, foto: 2010

Biserica de lemn din Ștefănești-Școala se află în cătunul Școala, localitatea Ștefănești, județul Vâlcea. Biserica a fost ridicată la cumpăna secolelor 18 și 19. Poartă hramul „Sfinții Voievozi”. Structura construcției este bine păstrată. Se distinge prin sculpturi decorative în pridvor, îndeosebi la brâul median, terminat cu mâini în jurul intrării, detaliu remarcat și în literatura de specialitate. Biserica este înscrisă pe noua listă a monumentelor istorice, LMI 2004:  VL-II-m-B-09932.

## Istoric
Momentul ridicării bisericii este necunoscut, însă se poate relativ data spre sfărșitul secolului 18 sau la începutul secolului următor. Două icoane din inventarul bisericii sunt datate, una din 1814 alta din 1818. O însemnare pictată pe peretele de la intrare, în dreapta intrării, surprinde o primă reparație: „1843, de când s-au [a]coperit al doilea”. Semnele de montare rămase pe bârnele construcției indică o mutare, cândva în trecut.
Din secolul 20 se păstrează o pisanie cu următorul conținut: „Această sfântă biserică fiind veche și stricată s'a prefăcut din temelie precum se vede de enoriașii satului Școala din comuna Ștefănești, județul Vâlcea, prin stăruința preotului paroh Teodor Bălășel și s'a sfințit în anul 1931, luna noembrie 8. Are hramul Adormirea Maicii Domnului și Sfinții Arhangheli: Mihail și Gavriil”.
Ultimele reparații sunt surprinse într-un pomelnic: „cu enoriașii care au contribuit la acoperirea acestei sfintei biserici, sub îndrumarea, p.c. pr paroh Trușcă Gheorghe, p.c. pr. Lazăr Liviu și cântăreț bisericesc Bitoleanu Vergiliu. Sfințirea a avut loc în ziua de 29 septembrie 2002, delegat eparhial fiind p.c. protopop de Drăgășani pr. Ion Florescu”.

## Imagini exterioare

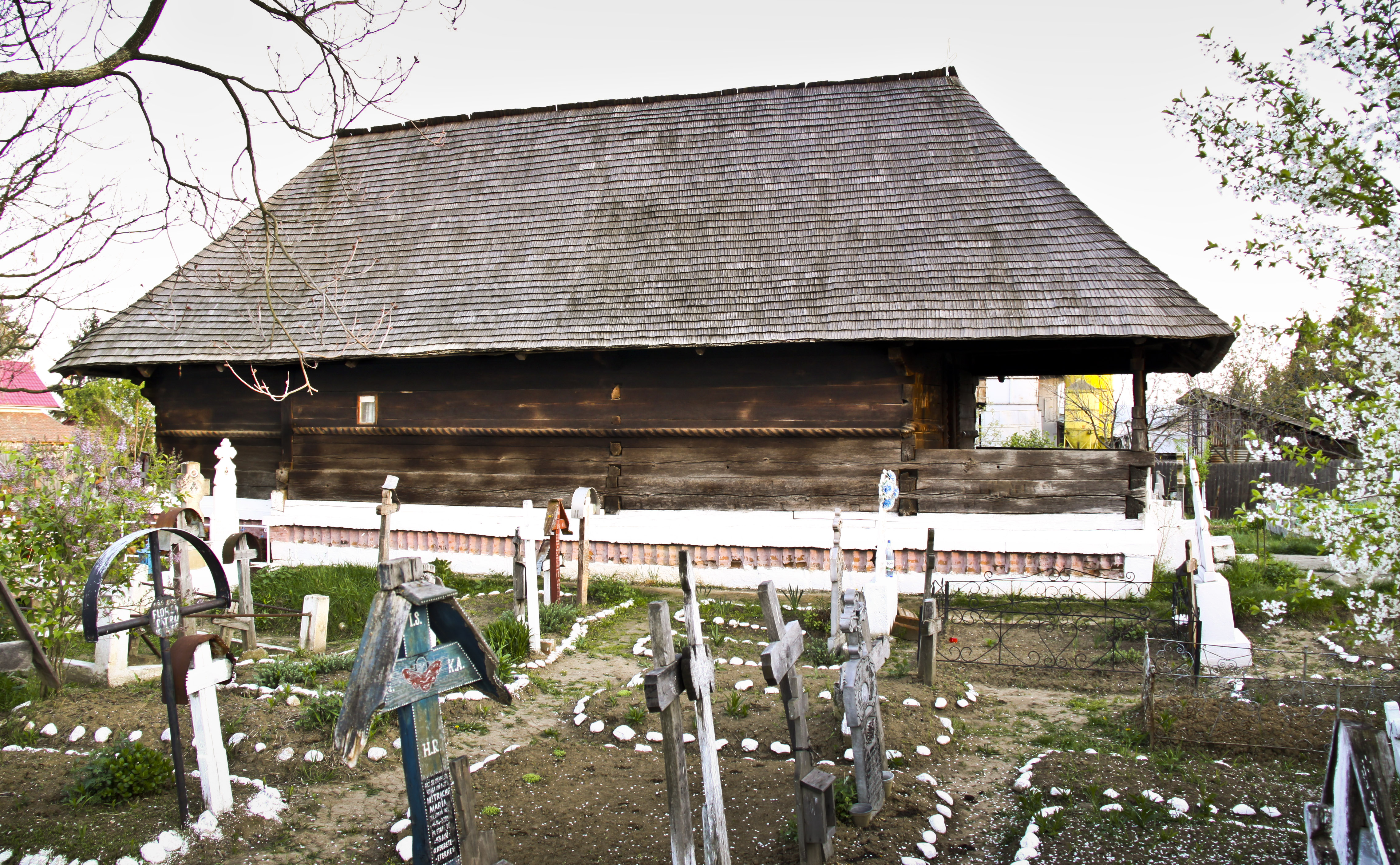
nord
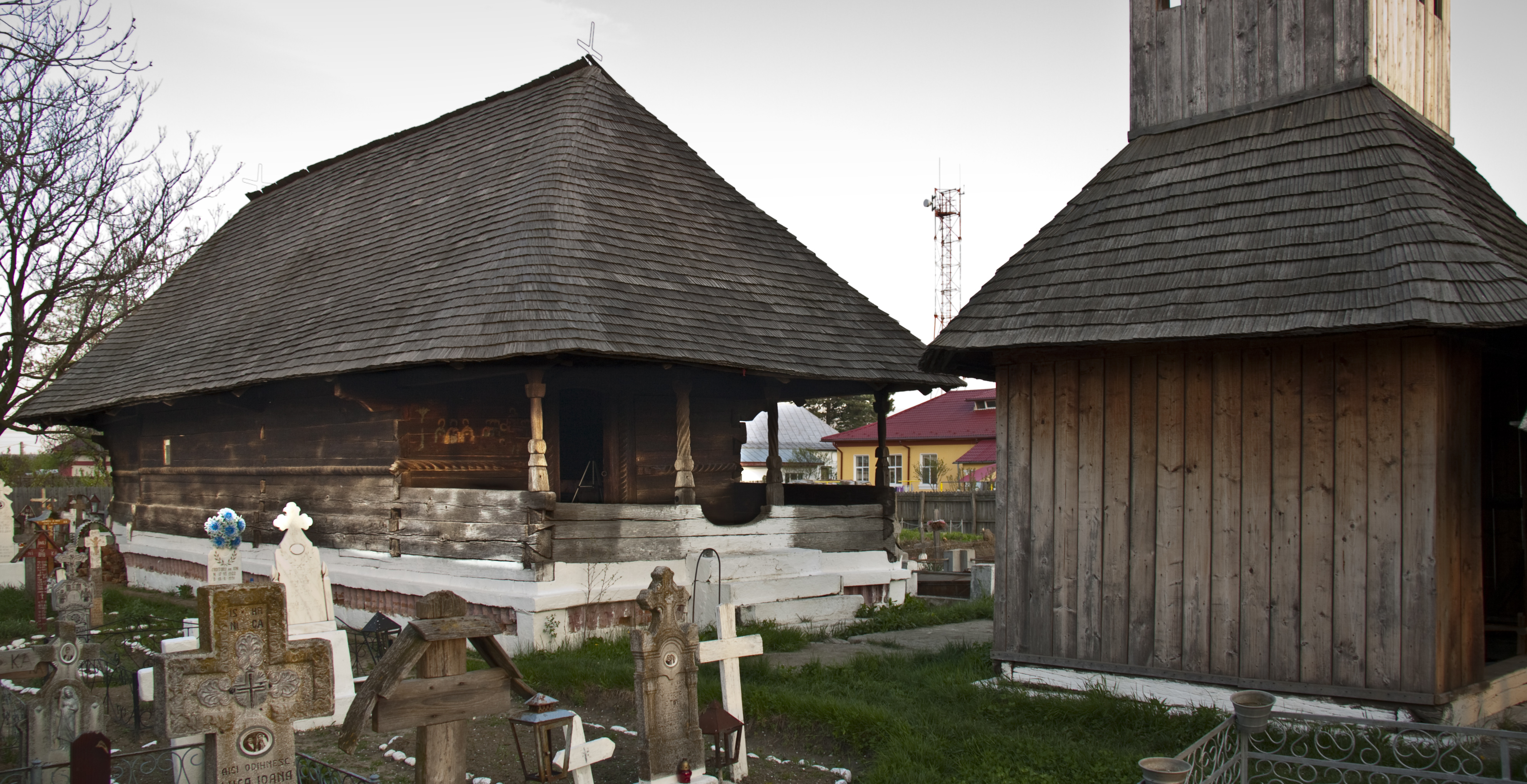
nord-vest
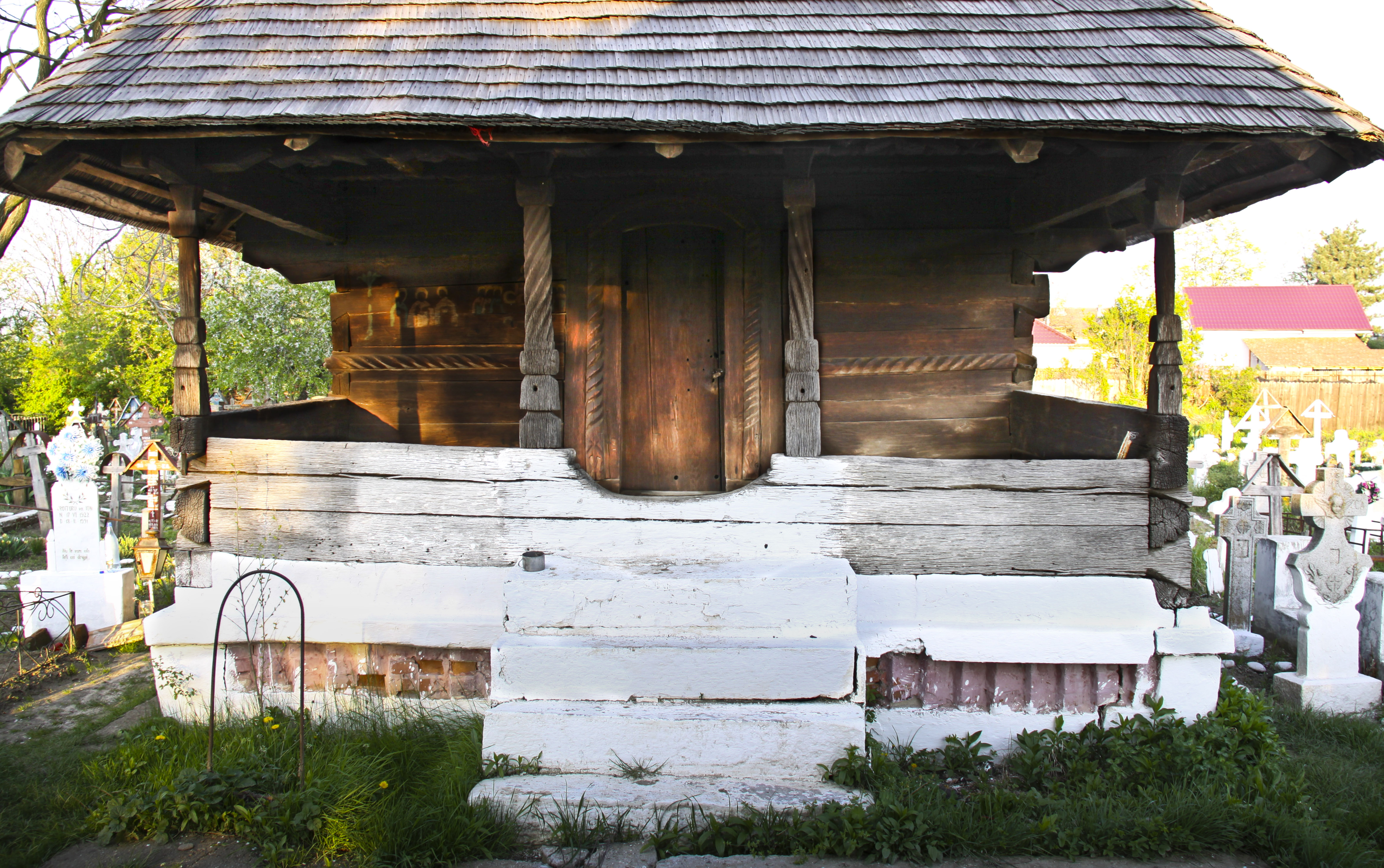
pridvor, apus
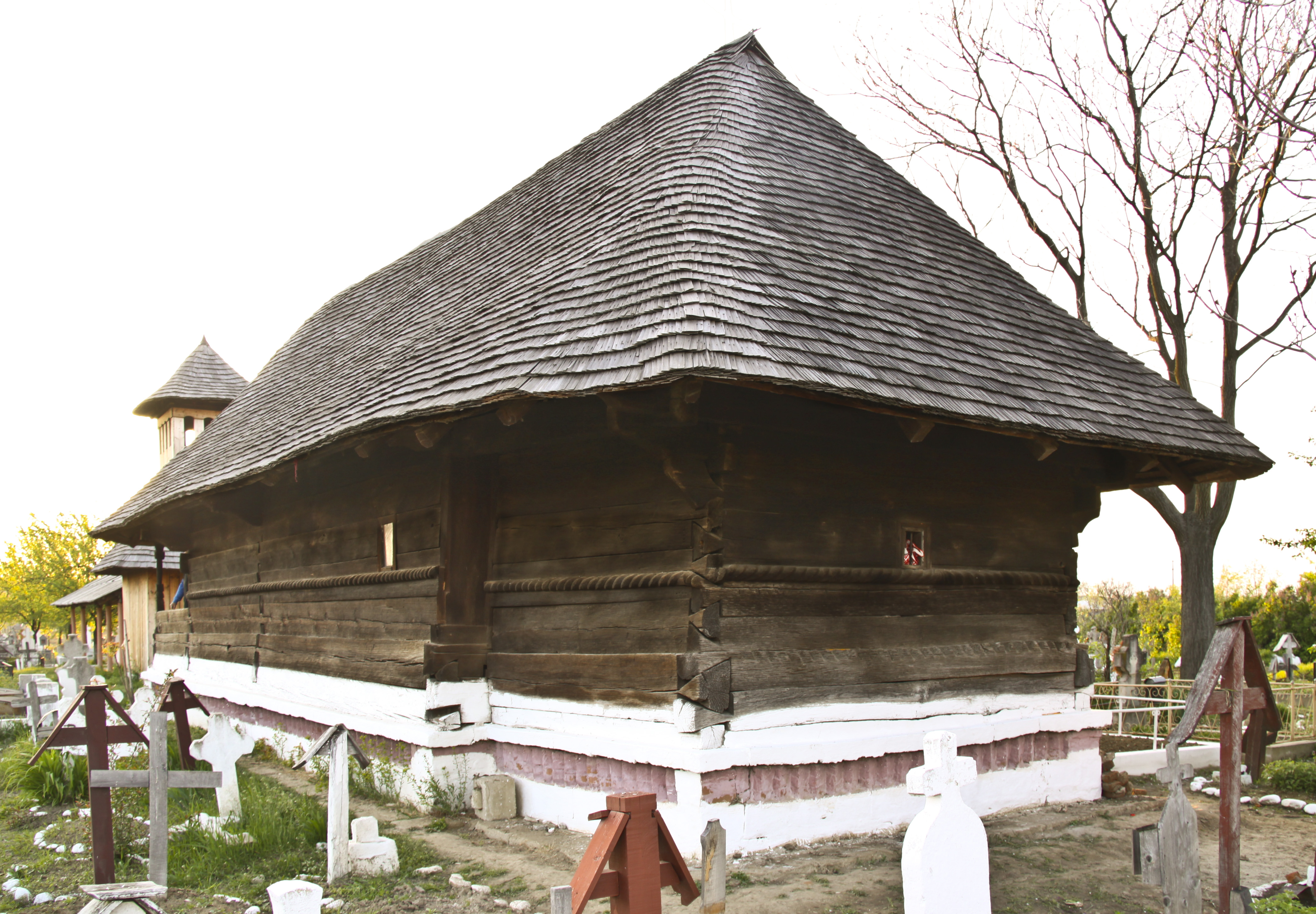
sud-est
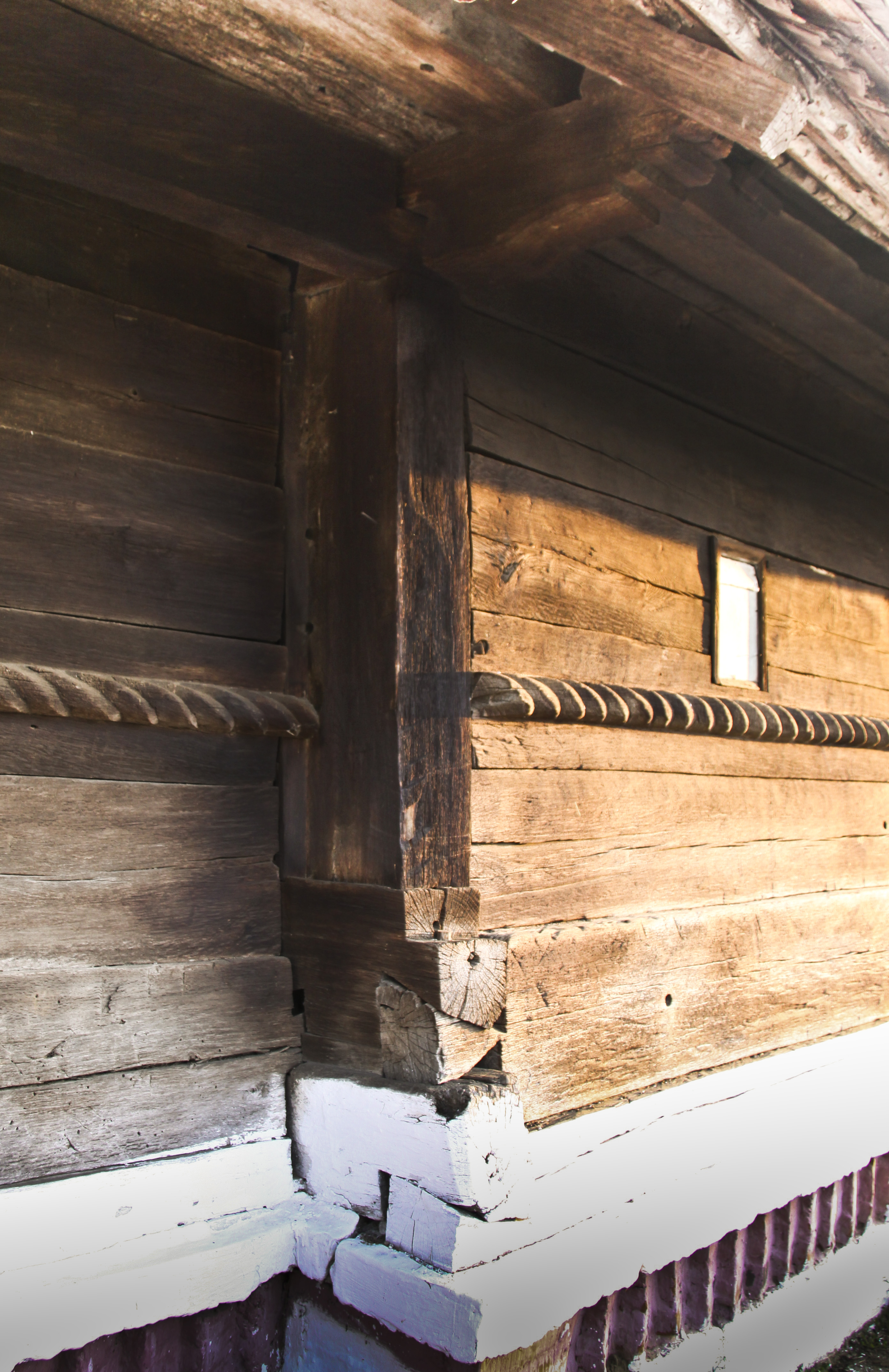
îmbinare între naos şi altar
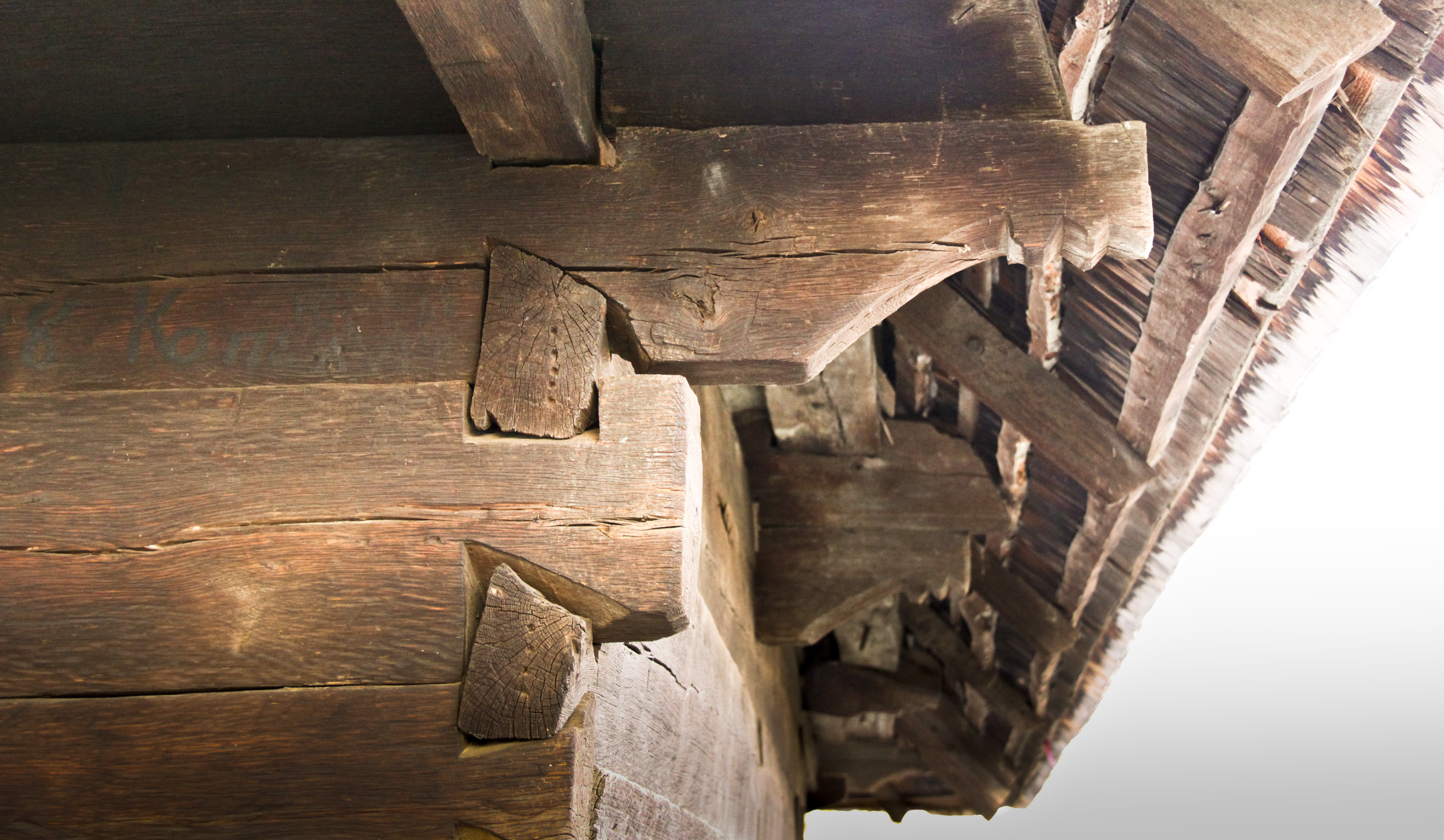
streaşina de sud
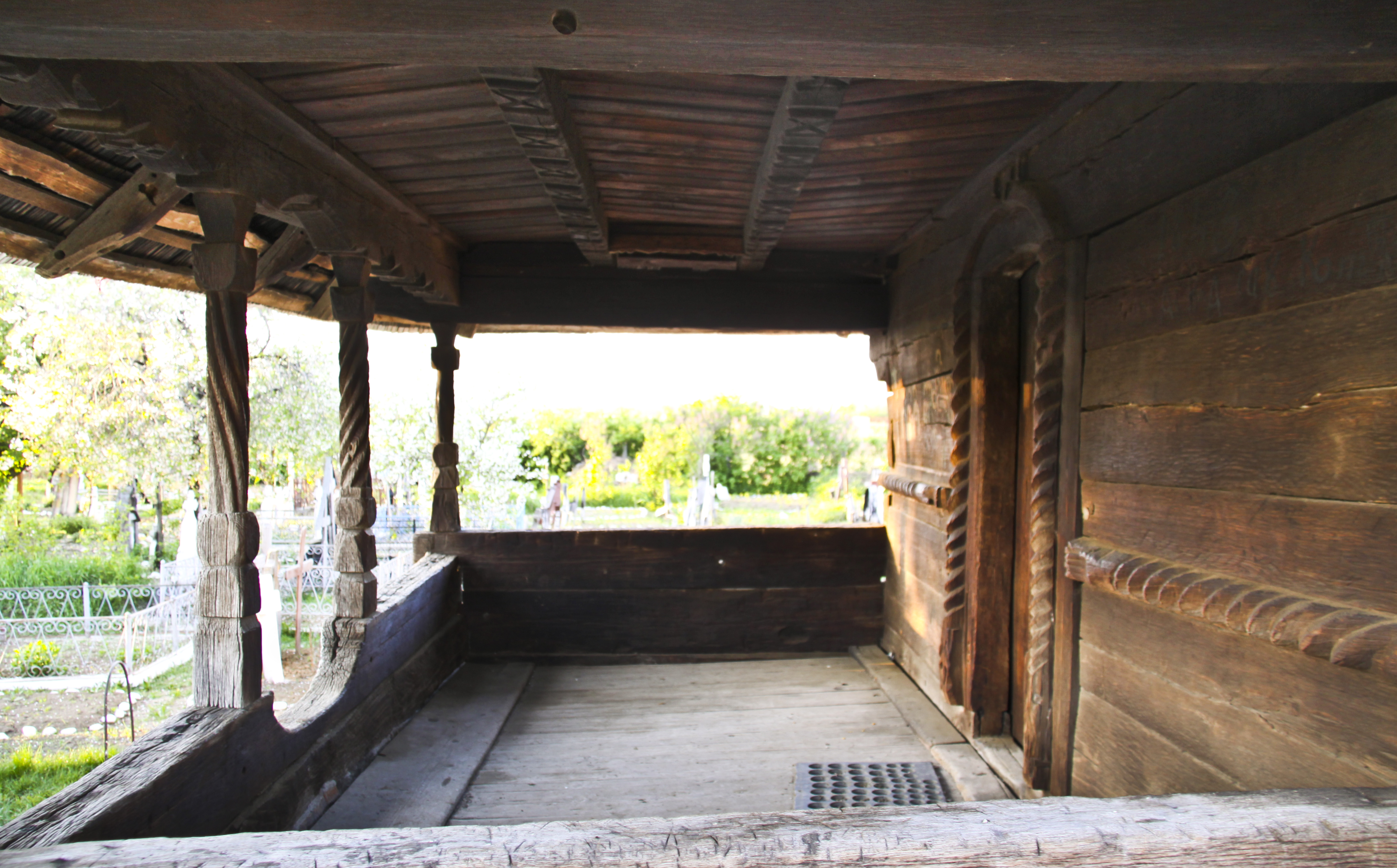
în pridvor, spre nord
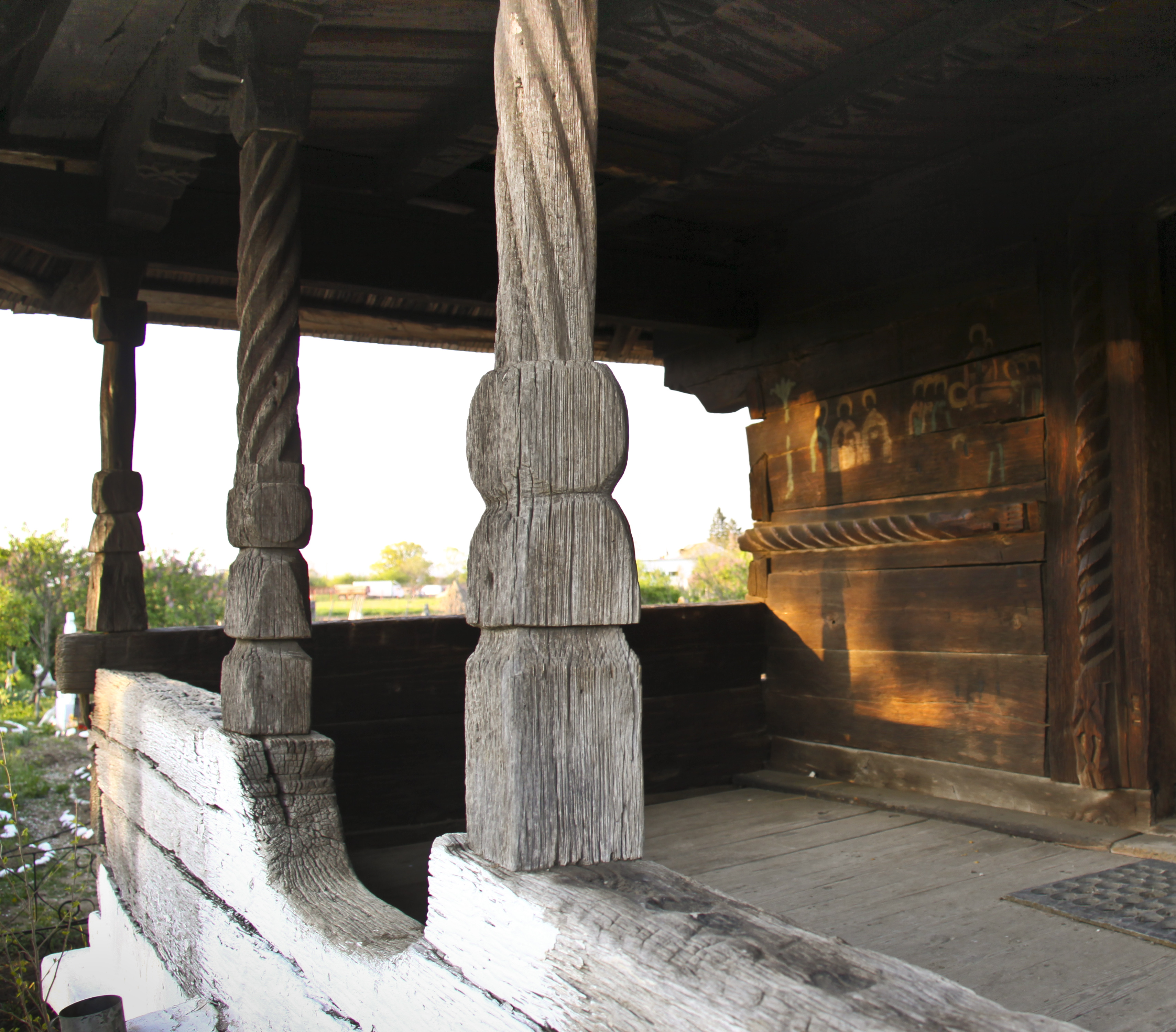
în pragul pridvorului
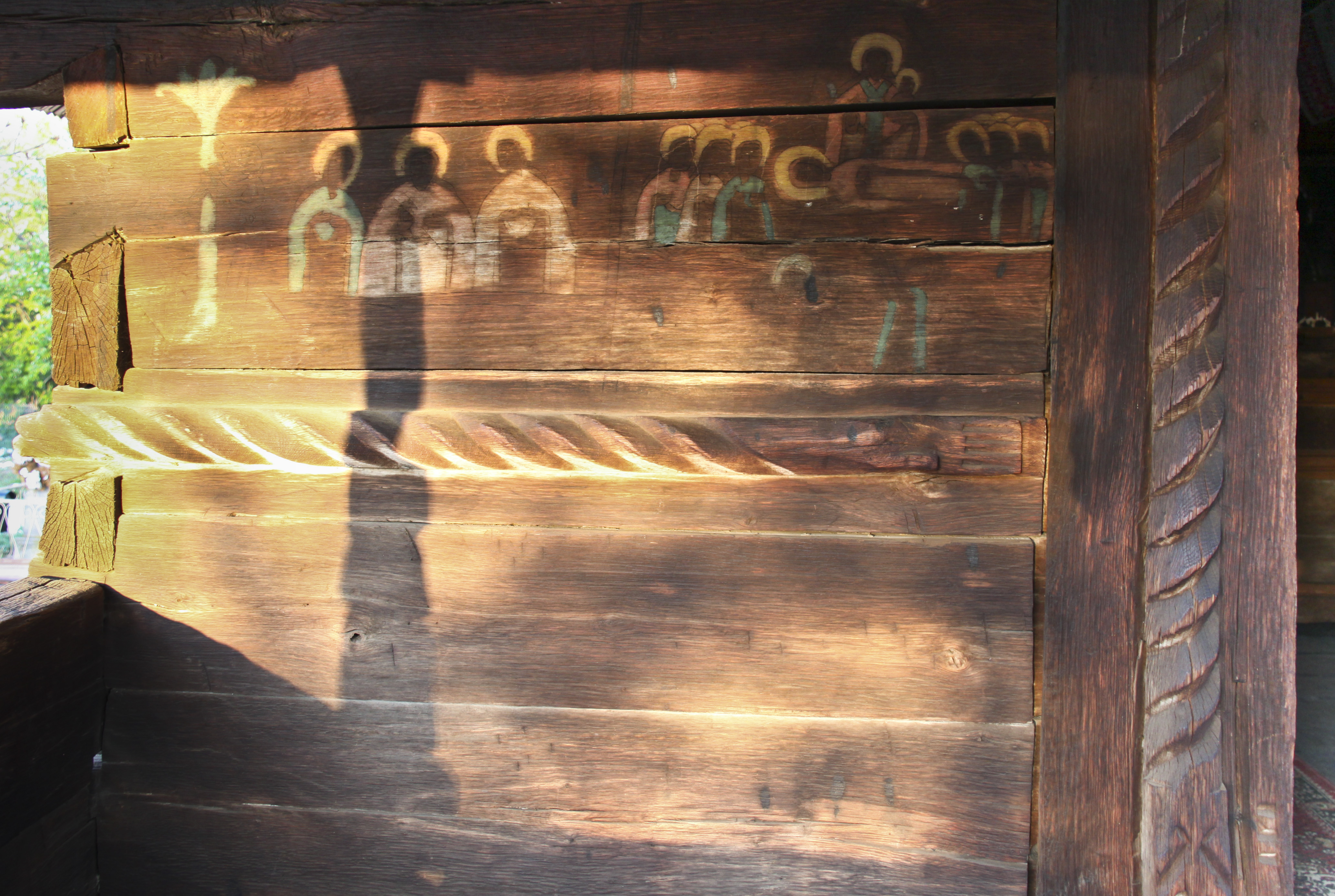
pictură murală
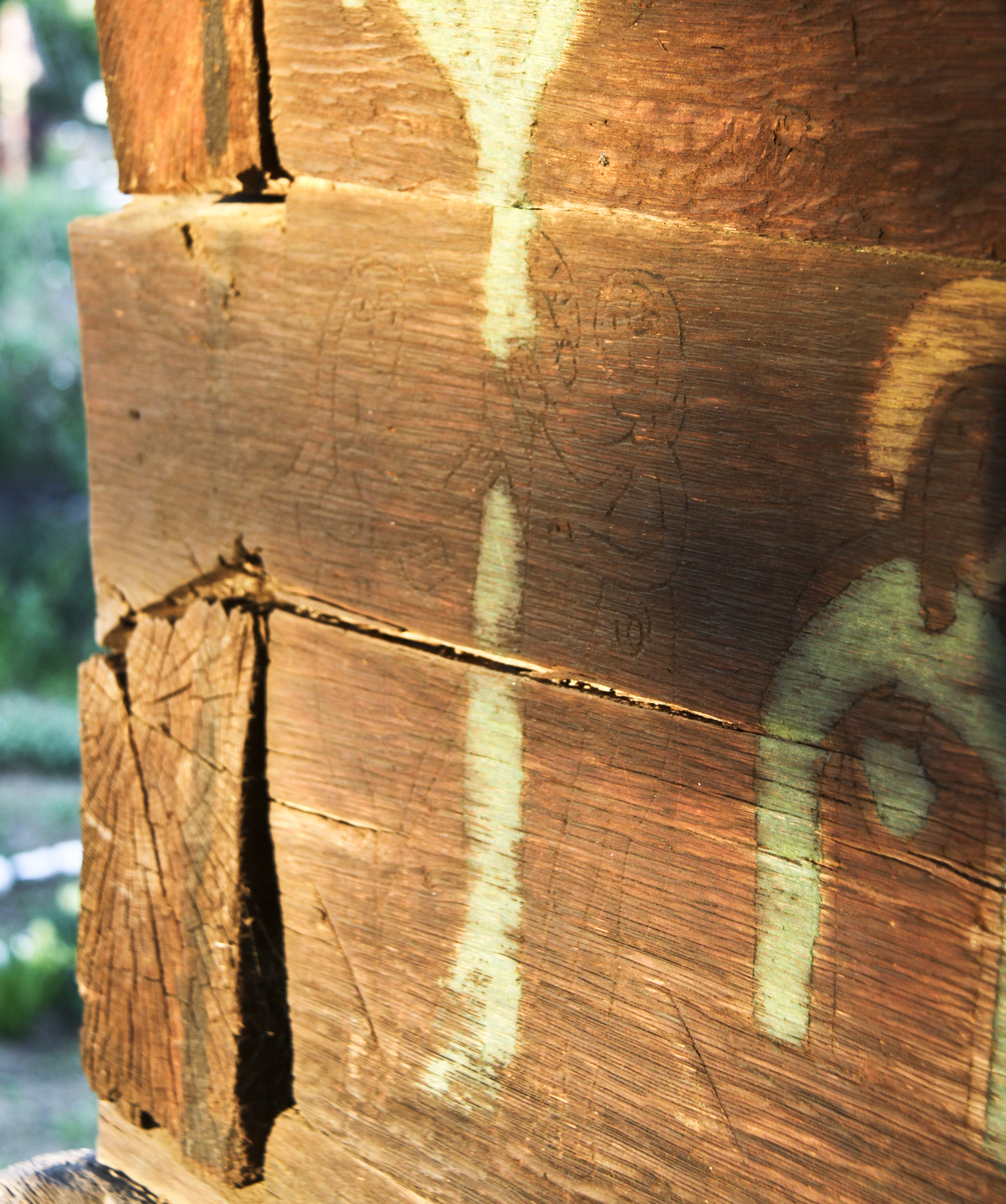
ispita lui Adam şi Eva, schiţă
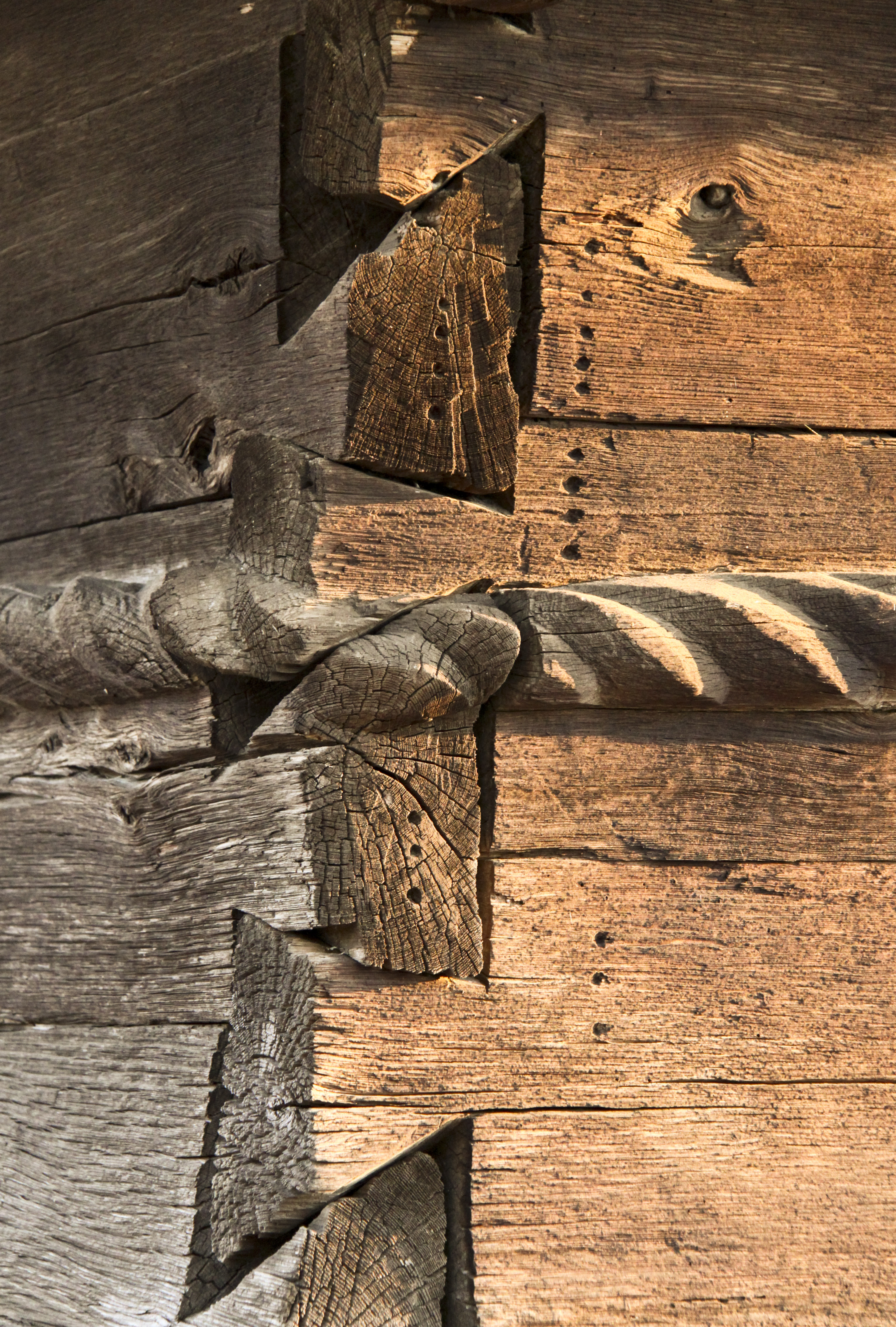
îmbinări
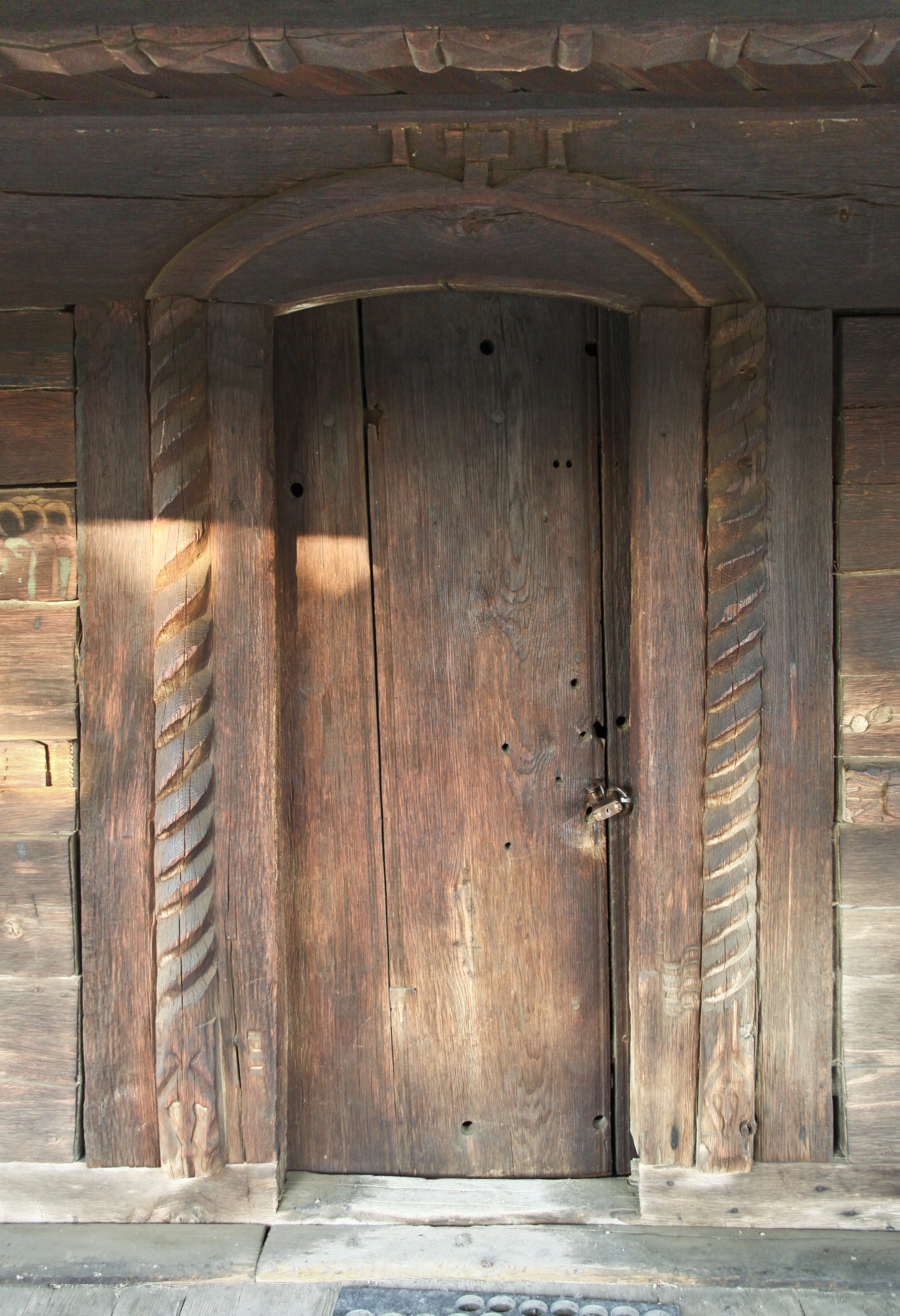
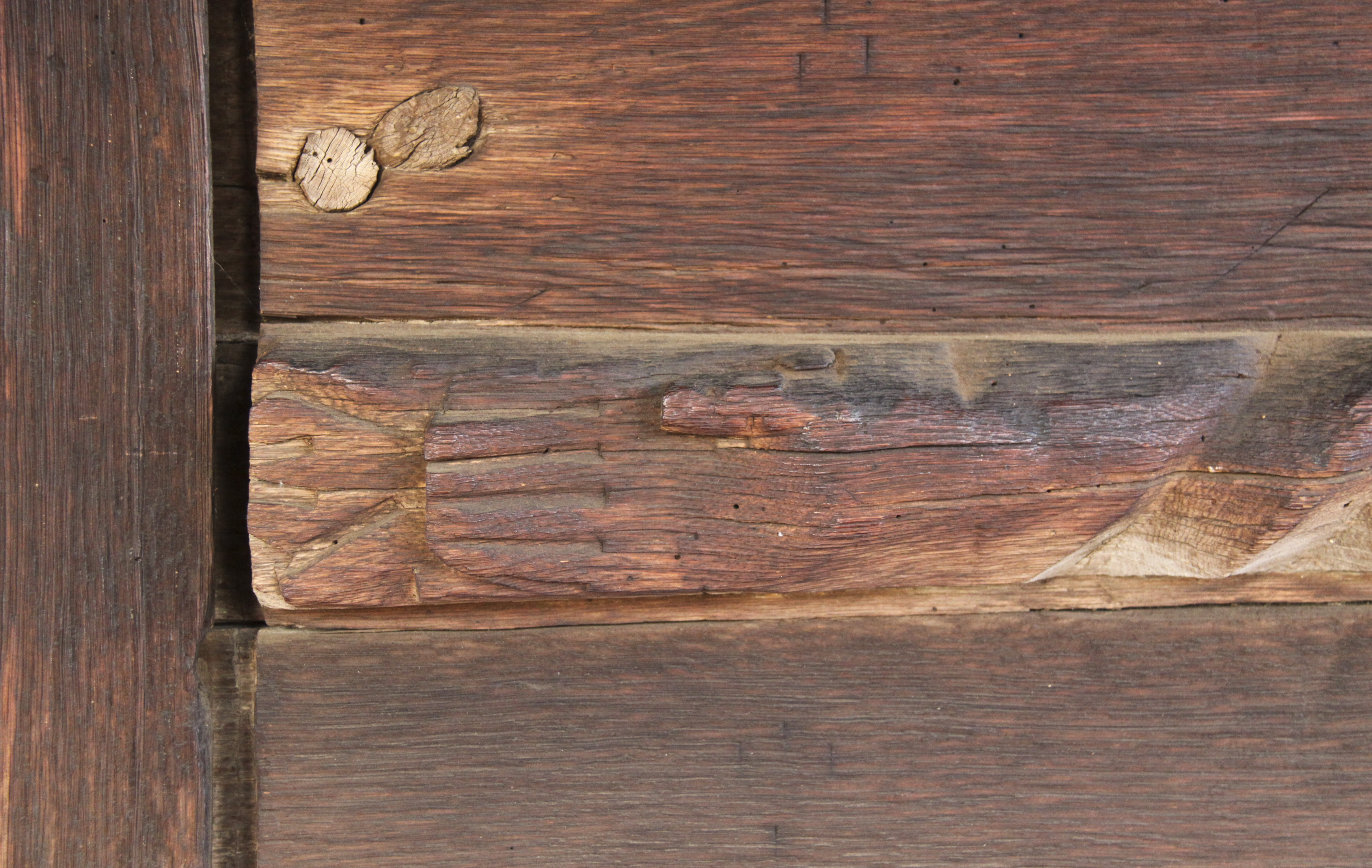
în dreapta intrării
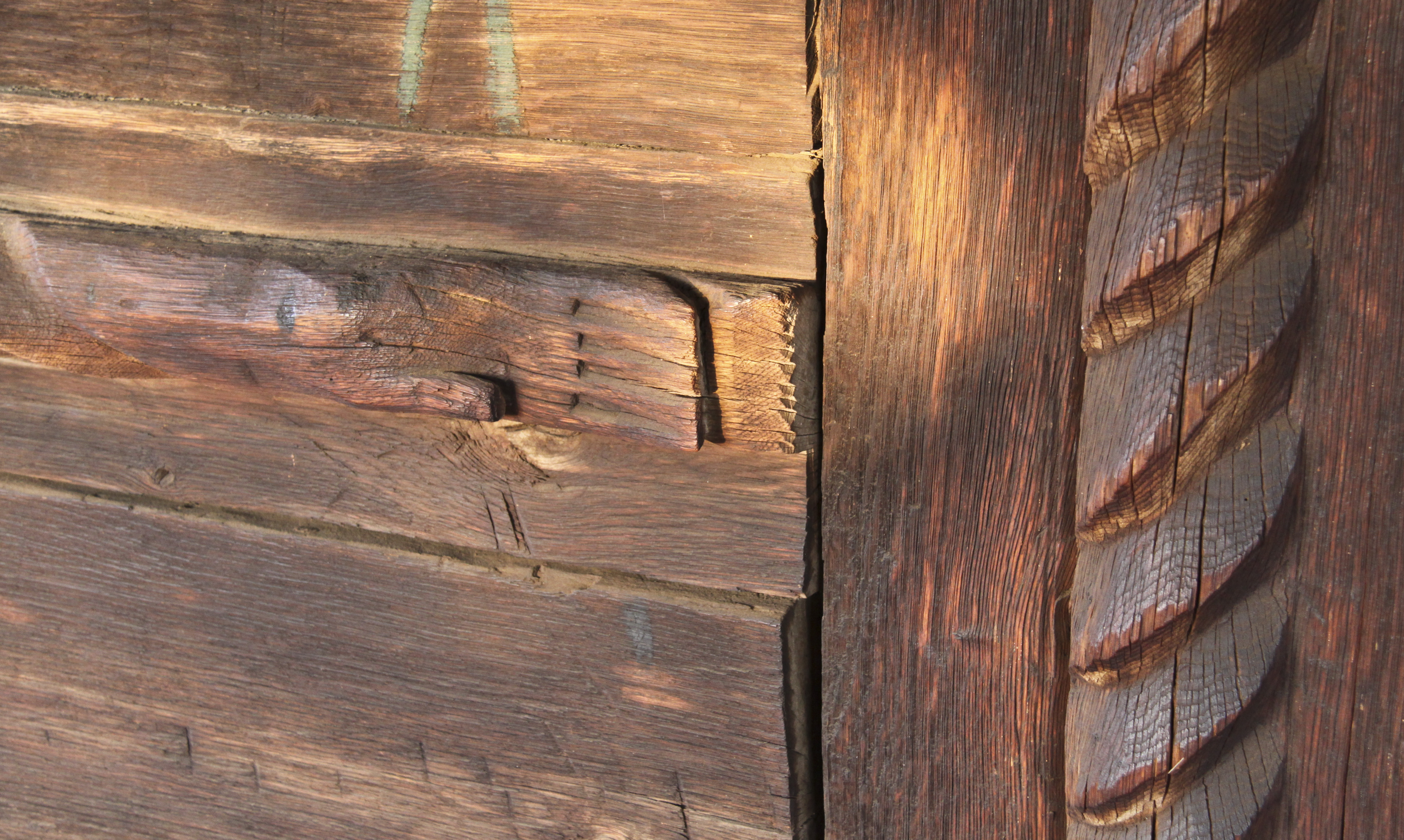
în stânga intrării
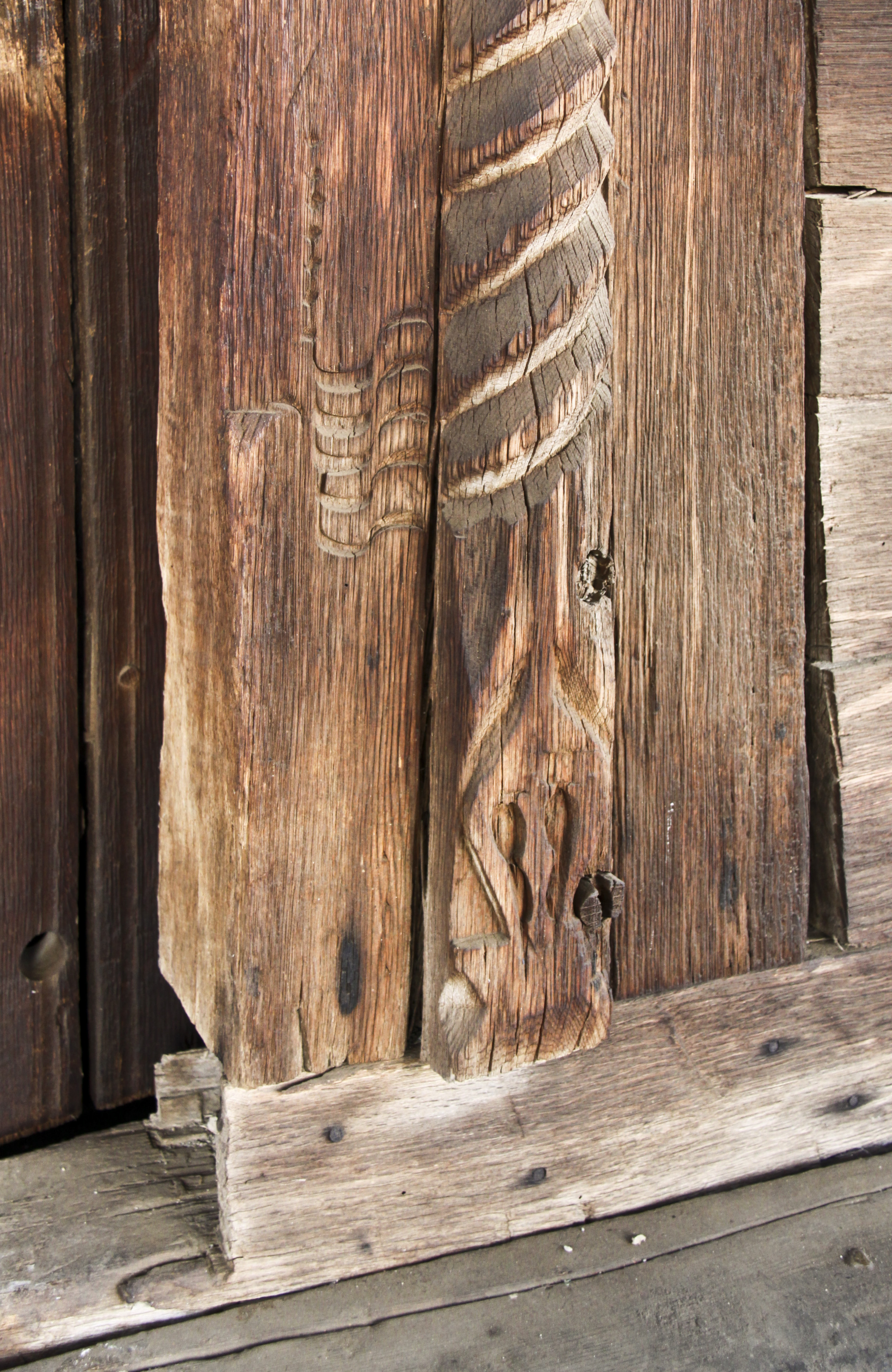
uşorul drept, jos
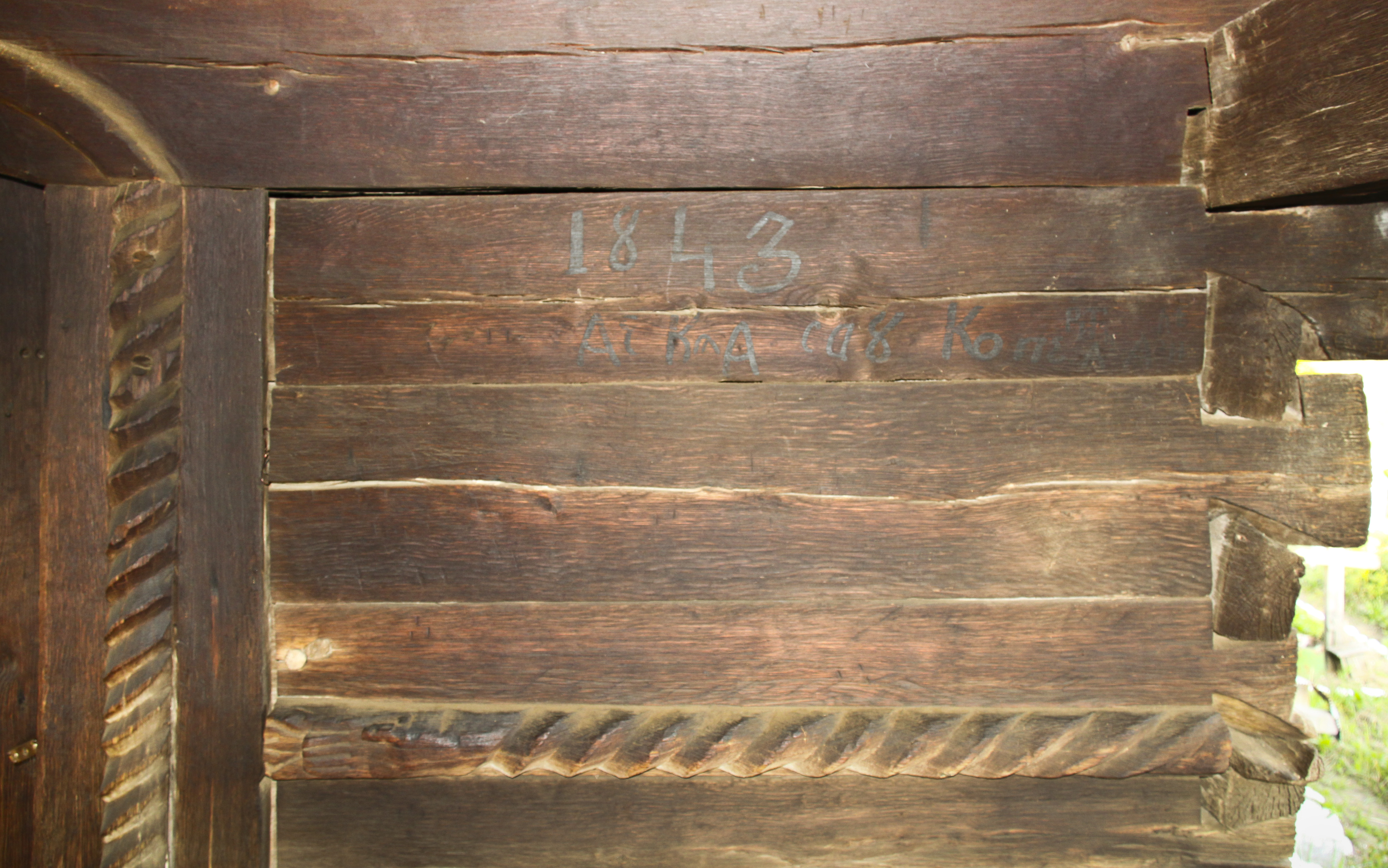
reparaţie acoperiş 1843
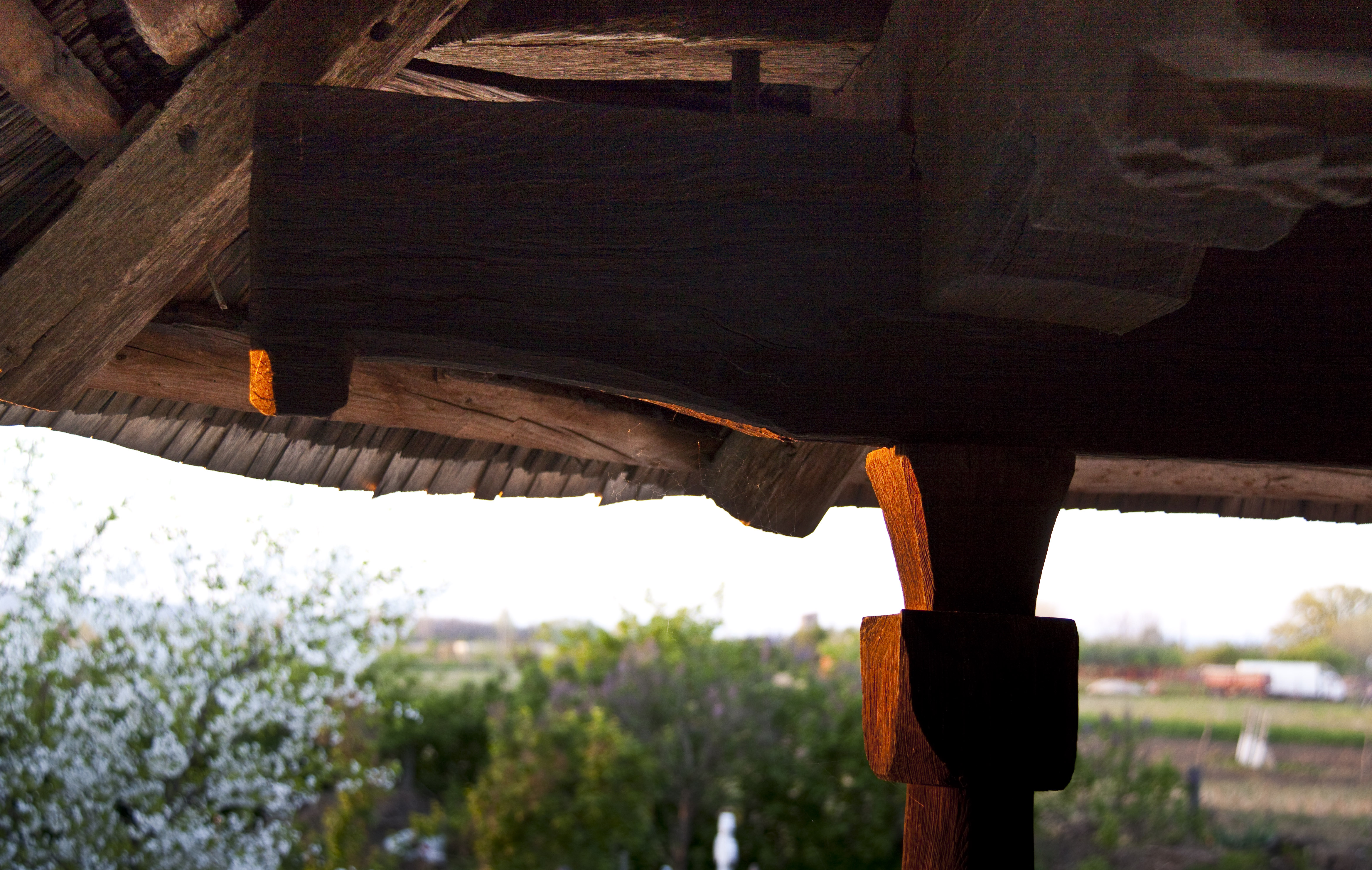
consolă cu cap de cal

## Imagini interioare

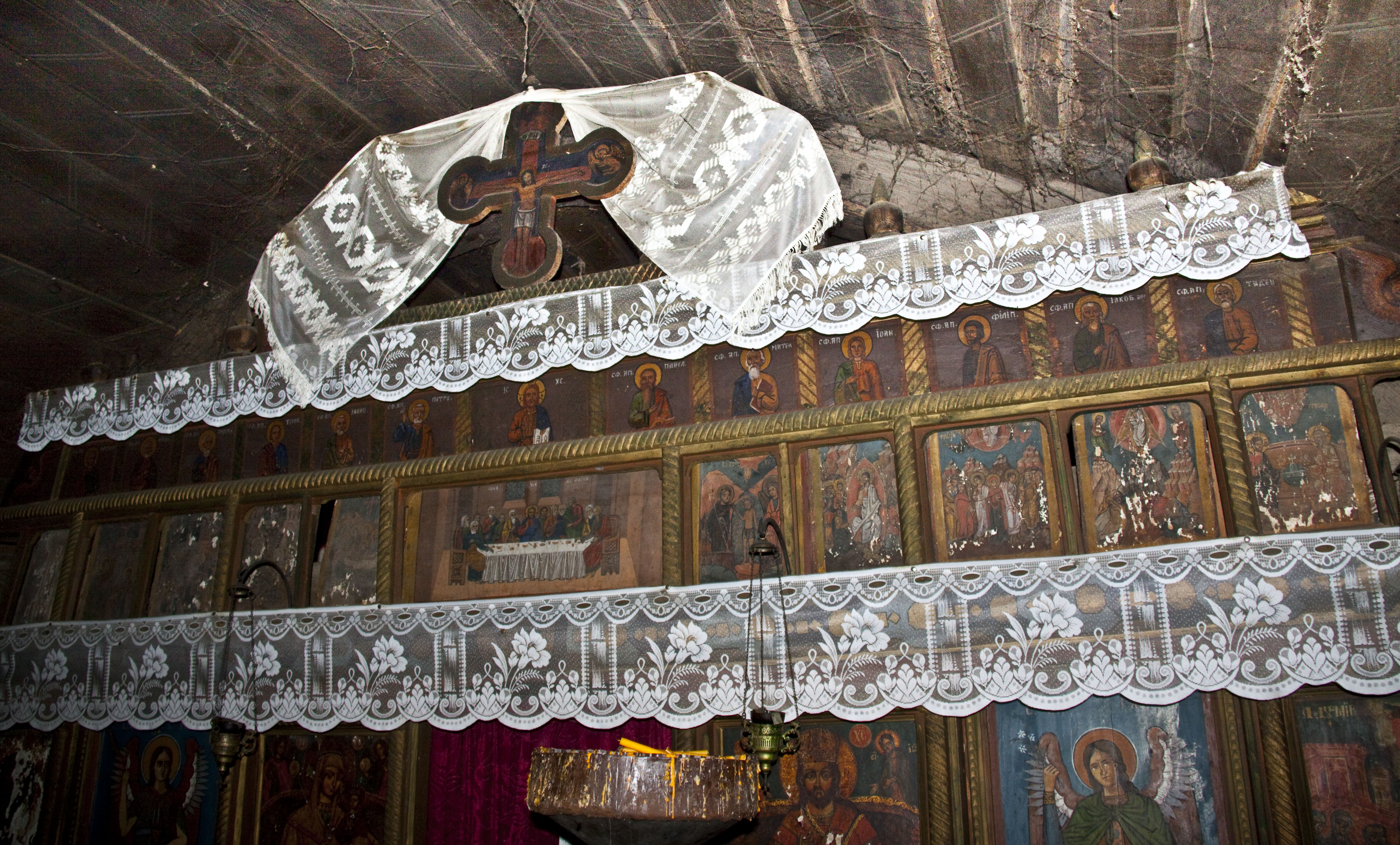
tâmpla
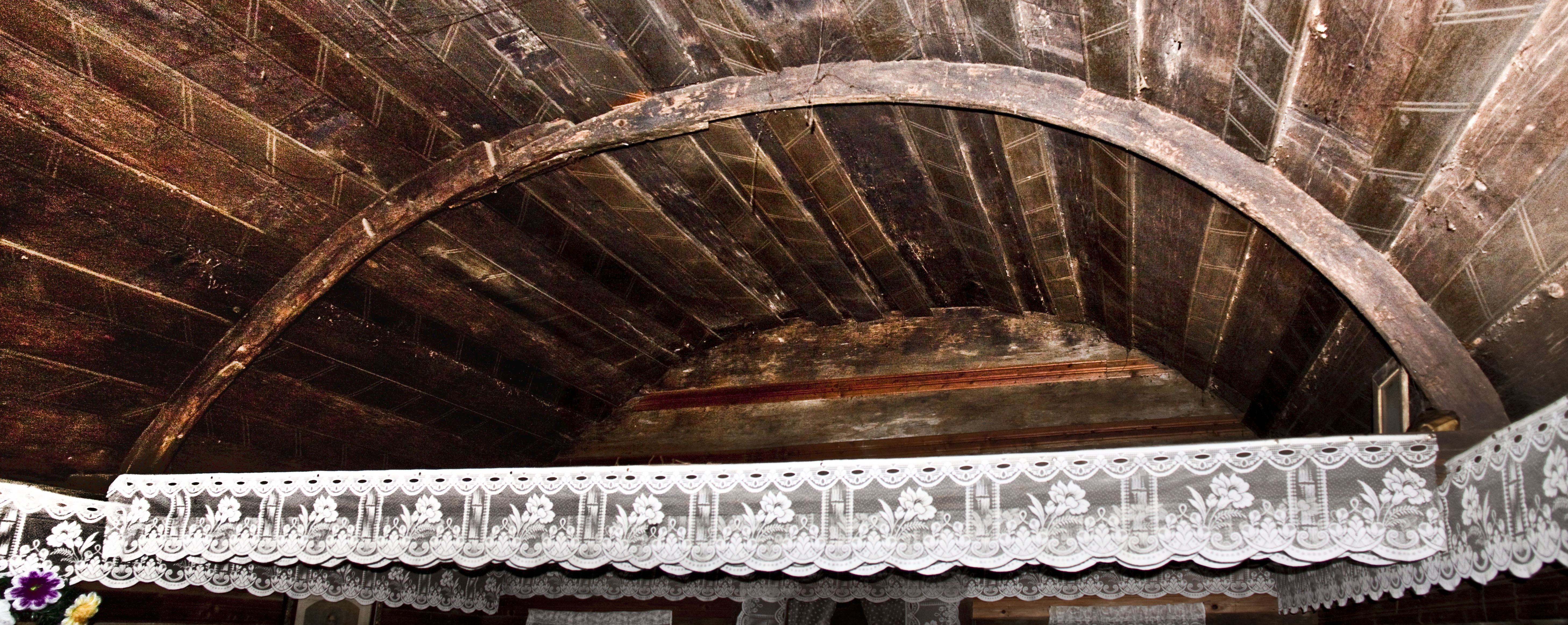
grinzile bolţii
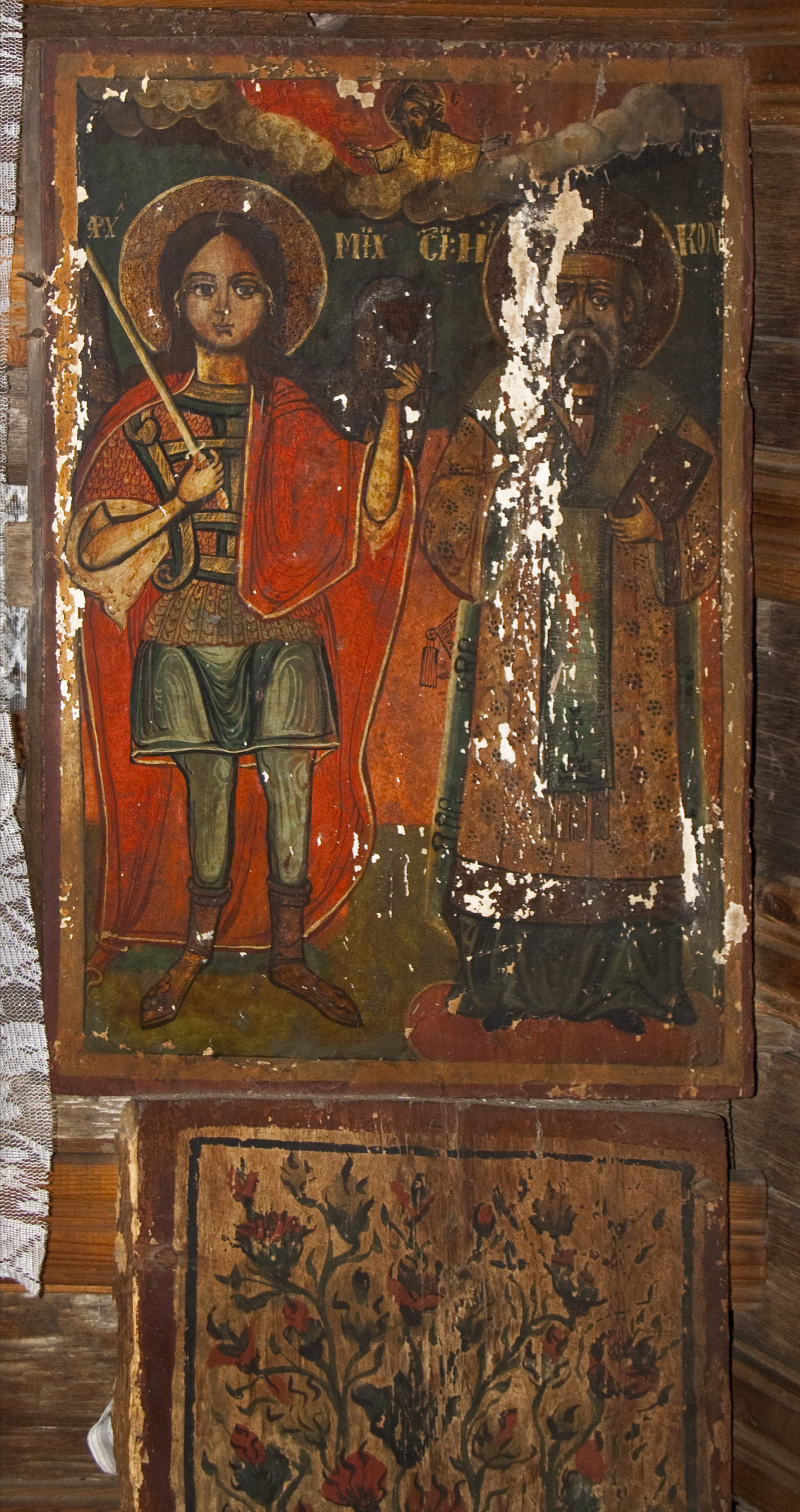
icoană cu poală
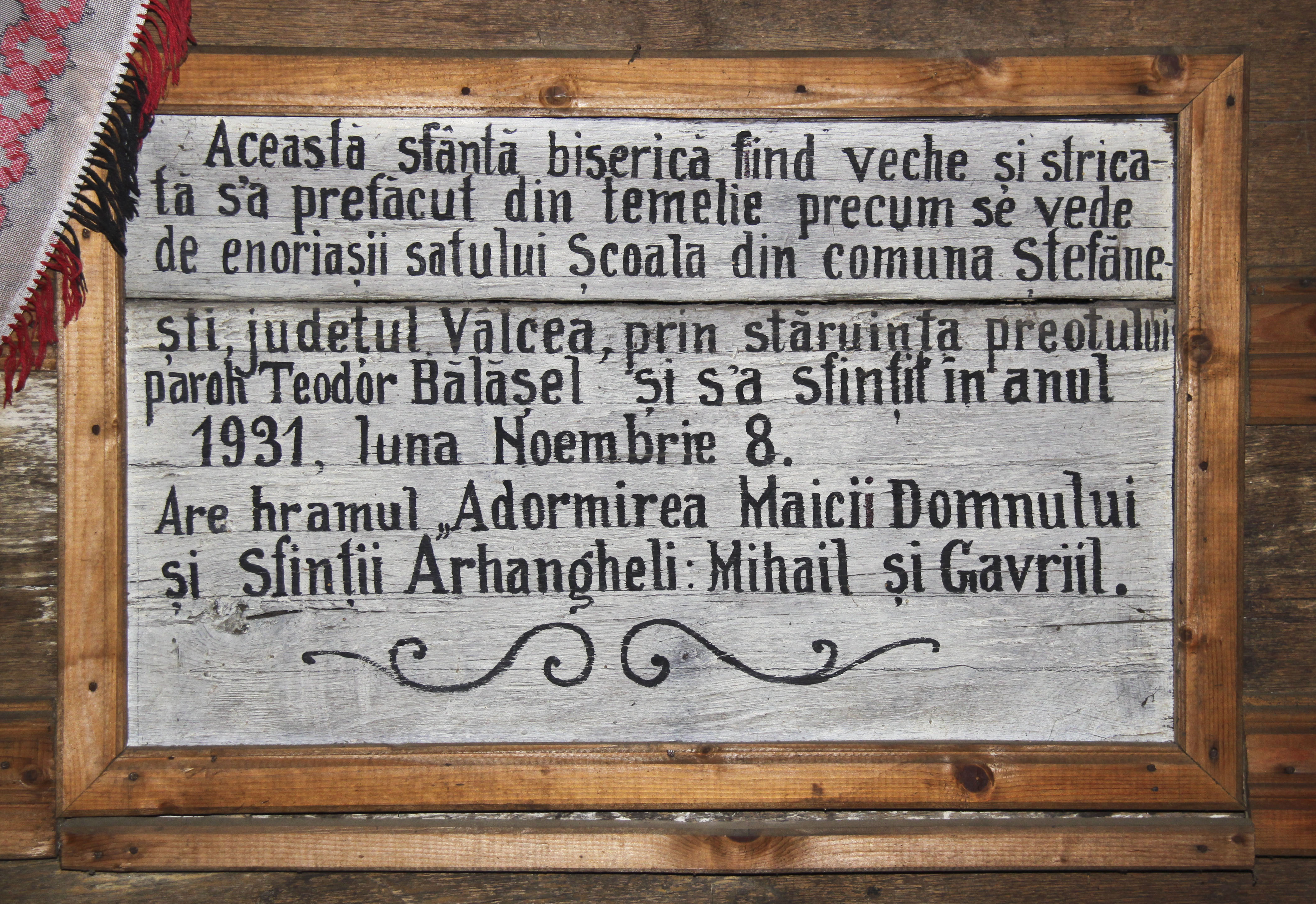
pisanie 1931
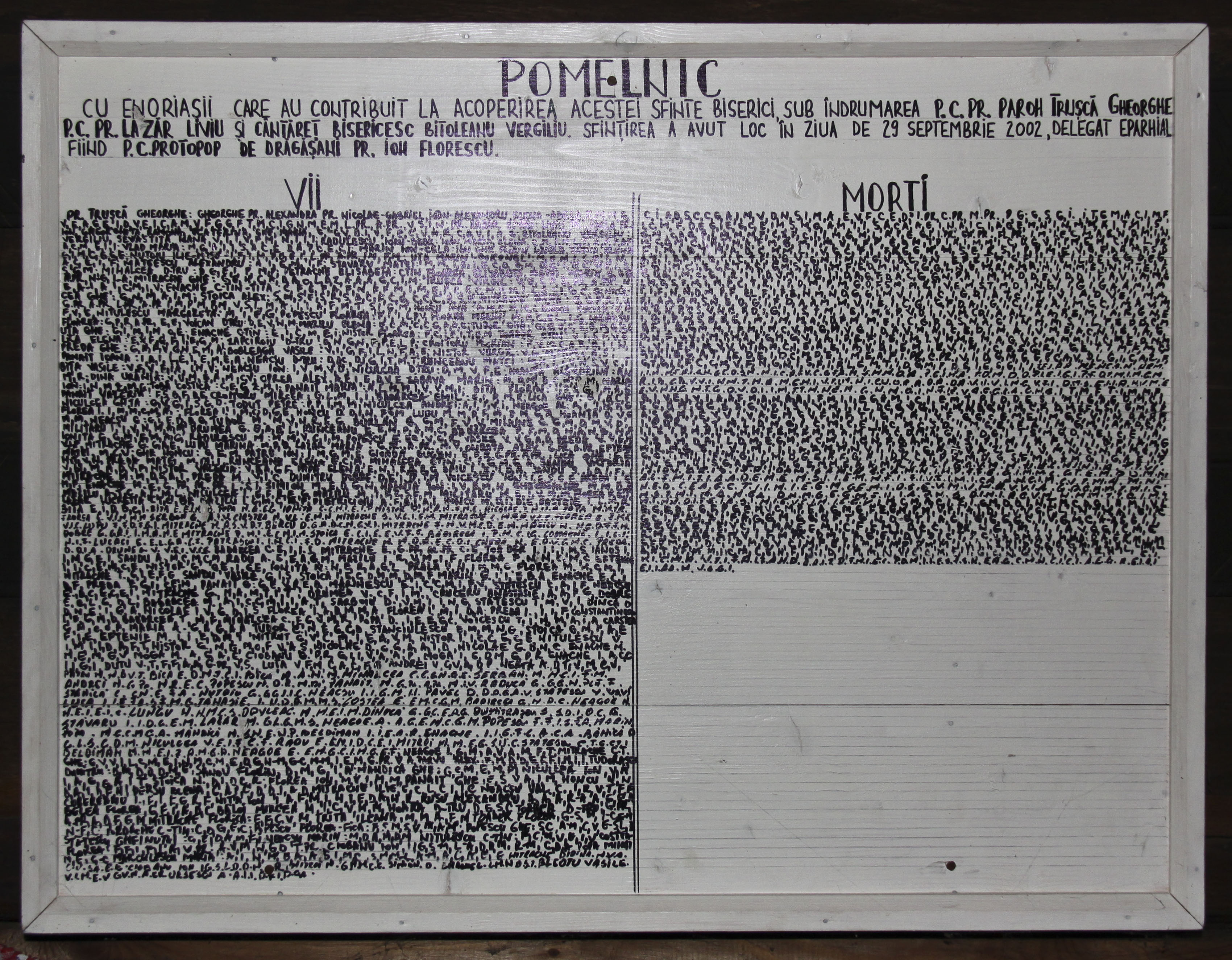
pomelnic nou, 2002